# Janchi guksu
El janchi guksu es un plato de fideos coreanos consistente en fideos de harina de trigo en un caldo ligero hecho a partir de anchoas y a veces también de dasima (kombu). El caldo de ternera puede sustituirse por caldo de anchoa. Se sirve con una salsa hecha de aceite de sésamo, salsa de soja y pequeñas cantidades de guindilla molida y cebolleta. Encima del plato se añaden jidan cortado finamente (지단, huevo frito), gim (alga) y calabacín como guarnición.
El nombre procede de la palabra coreana janchi (잔치, literalmente ‘festín’ o ‘banquete’), porque este plato de fideos se ha tomado en ocasiones especiales como banquetes de boda, fiestas de cumpleaños o el hwangab (celebración del 60.º cumpleaños) por toda Corea. La palabra guksu significa ‘fideos’ en coreano.